# روبرت هارتنغ
روبرت هارتنغ (بالألمانية: Robert Harting) هو رامي قرص ألماني ولد في يوم 18 أكتوبر 1984 في مدينة كوتبوس في ألمانيا الشرقية، أبرز إنجازاته هو تحقيقه الميدالية الذهبية في دورة الألعاب الأولمبية الصيفية 2012 في لندن، كما حقق الميدالية الذهبية في بطولة العالم لألعاب القوى 2009 في برلين وبطولة العالم لألعاب القوى 2011 في دايغو وبطولة العالم لألعاب القوى 2013 في موسكو، كما حقق الميدالية البرونزية في بطولة العالم لألعاب القوى 2007 في أوساكا، أفضل رقم شخصي له هو 70.66 متر سجله بطولة أوروبا في هلسنكي في مايو 2012.

## روابط خارجية
- روبرت هارتنغ على موقع الاتحاد الدولي لألعاب القوى (الإنجليزية)
- روبرت هارتنغ على موقع الاتحاد الألماني لألعاب القوى (الألمانية)
- روبرت هارتنغ على موقع الدوري الماسي (الإنجليزية)
- روبرت هارتنغ على موقع اللجنة الأولمبية الدولية (الإنجليزية)
- روبرت هارتنغ على موقع أوليمبيديا (الإنجليزية)
- روبرت هارتنغ على موقع اللجنة الأولمبية الألمانية (الألمانية)